# レジー・ギリアム
レジー・トラボン・ギリアム（Reggie Travon Gilliam、1997年8月20日 - ）は、アメリカ合衆国オハイオ州コロンバス出身のアメリカンフットボール選手。ポジションはフルバック（FB）。NFLのバッファロー・ビルズに所属している。
カレッジフットボールはトレド大学でプレーをし、ドラフト外フリーエージェントとしてビルズに入団した。

## 大学時代
カレッジフットボールはトレド大学で4年間プレーをし、オフェンスではタイトエンドとして、スペシャルチームではフルバックを務めるなど幅広い活躍を見せた。2018年には4回のキックブロックを記録し、オールミッド・アメリカンカンファレンスの第2チームに選ばれた。ギリアムは、大学キャリア全体で18回のキャッチで153ヤード、6回のキックブロック、3タッチダウンを記録した。

## プロキャリア
2020年4月25日にドラフト外フリーエージェントとしてバッファロー・ビルズと契約した。その後、ロースター入りを果たし、2020年9月13日のニューヨーク・ジェッツ戦でNFLデビューを果たした。翌週のマイアミ・ドルフィンズ戦では、ジョシュ・アレンからの1ヤードのタッチダウンパスをキャッチし、最初のキャリアレセプションを記録した。
2022年8月7日、ギリアムはビルズとの2年520万ドルの契約延長に合意した。
2025年3月11日、ビルズと1年200万ドルでの再契約に合意した。